# Sozinho (canção)
"Sozinho" é um canção escrita por Peninha através da qual recebeu o Prêmio Sharp de melhor música em 1997. A canção se tornou conhecida após interpretação de Sandra de Sá e, mais tarde, especialmente conhecida em gravação de Caetano Veloso no álbum Prenda Minha (1998). Seu sucesso se deu em grande parte pela inclusão da música na trilha sonora da novela Suave Veneno (1999).
Caetano ouviu a canção pela rádio na voz da Sandra de Sá e decidiu cantá-la em seu próximo show, especialmente após descobrir que fora escrita por Peninha, embora assumisse sentir-se intimidado após ouvir outra versão - a de Tim Maia, descrita por Caetano como "arrasadora".

## Prêmios e indicações
| Ano  | Prêmio                 | Versão         | Categoria            | Resultado |
| ---- | ---------------------- | -------------- | -------------------- | --------- |
| 1997 | Prêmio Sharp           | Peninha        | Melhor Música        | Venceu    |
| 1999 | Melhores do Ano        | Caetano Veloso | Música do Ano        | Venceu    |
| 1999 | MTV Video Music Brasil | Caetano Veloso | Videoclipe do Ano    | Indicado  |
| 1999 | MTV Video Music Brasil | Caetano Veloso | Escolha da Audiência | Indicado  |
| 1999 | MTV Video Music Brasil | Caetano Veloso | Videoclipe de MPB    | Indicado  |
| 2000 | Troféu Imprensa        | Caetano Veloso | Melhor Música        | Venceu    |